# 埃米特 (北卡羅萊納州)
埃米特（英語：Emit）是位於美國北卡羅萊納州約翰斯頓縣的非建制地區。

## 歷史
埃米特的郵局於1892年設立，其後於1903年停運。

## 地理
埃米特所處的海拔為高於海平面87米（即285英呎），而該地所採用的時區為UTC-5，即北美东部时区（EST）。同時該地設有夏令時間，為UTC-5調快一小時，即UTC-4（EDT）。